# Caloptilia saccisquamata
Caloptilia saccisquamata là một loài bướm đêm thuộc họ Gracillariidae. Nó được tìm thấy ở Trung Quốc (Guangdong).